# 잔니 탕구치
잔니 탕구치 (Gianni Tangucci, 1946 ~ )는 이탈리아의 캐스팅 디렉터, 콩쿠르 심사위원 및 오페라 극장의 예술 감독이다. 

## 학력
잔니 탕쿠치는 페사로에서 1946년에 태어났으며, 페사로의 로시니 음악원에서 음악 공부를 시작하였고 베네치아의 B. 마르첼로 음악원에서 피아노 디플로마를 취득했다. 

## 경력
그의 전문 경력은 베네치아의 라 페니체 극장에서 리허설 피아니스트로 시작되었으며, 1970년에 예술 기획자로 일했고, 1978년에는 예술 행정관으로, 1981년에는 기술-예술 조직의 본부장으로 임명되었다. 1983년에는 밀라노 스칼라 극장의 예술 조감독으로 2년간 일했다.
1985년 9월에는 볼로냐 코무날레 극장의 예술 감독으로 임명되어 1987년까지 재직했다. 1987-88 시즌과 1988-89 시즌에는 베네치아 라 페니체 극장의 예술 감독으로 재직했으며, 이전에는 제노바 오페라에서 예술 자문을 맡았다.
1989년 9월부터 1995년까지는 밀라노 스칼라 극장의 부예술감독을 역임했다. 1987년부터 1992년까지는 트레비소 코무날레 극장의 예술 자문을 맡아, 피터 마아그와의 협력과 지휘하에 리릭 콩쿠르 "토티 델 몬테"와 연계하여 젊은 성악가들을 위한 프로젝트 "라 보테가" 프로젝트를 추진했다.
1995년부터 1998년까지는 파르마 레지오 극장의 예술 자문을 맡았다. 1996년 1월부터 2000년 3월까지는 볼로냐 코무날레 극장의 예술 감독을 맡았다. 2000년 4월부터는 로마 오페라 극장의 예술 감독을 맡았다. 2002년 12월부터 2006년까지는 피렌체 음악제 극장의 예술 감독을 역임했다.
2005년부터는 밀라노의 테아트로 달 베르메의 I Pomeriggi Musicali 오케스트라의 예술 자문을 맡았다. 2007년부터 2010년 7월까지는 나폴리 산 카를로 극장의 장관 위원회 예술 자문을 역임했다. 2008년부터는 페르골레시 스폰티니 재단의 예술 감독을 맡았다. 2009년에는 베로나 아레나의 예술 자문을 맡았다.
2013년 6월부터 2014년 10월까지는 마지오 무지칼레 피오렌티노의 예술 조정자였으며, 2015년 2월부터 6월까지는 마지오 무지칼레 피오렌티노의 예술 감독을 역임했으며, 2016년 1월부터 현재까지는 마지오 무지칼레 피오렌티노의 예술 코디네이터로 일하고 있다. 2017/2018 시즌에 마지오 무지칼레 피오렌티노의 예술 코디네이터를 맡았다.

## 주요 업적
2011년부터는 베르가모 국제 문화 축제의 예술 감독을 맡고 있다. 또한, 피에솔레 음악 학교에서 강의를 했으며 (토스카나 지역 음악 전문가를 위한 2년 과정), 파르마 대학교 음악학과에서 예술/음악 방향의 역사와 방법론 강의를 했으며, 로마의 카타네오 연구소에서 마케팅 기술과 공연 마케팅 강의를 했으며, SDA 보코니에서 공연 경영 석사 과정을 강의했다. 베르가모 국제 문화 축제, 볼로냐 오페라 학교, 발레 디트리아 축제에서 다양한 마스터 클래스도 진행했으며, 종종 성악 콩쿠르 심사위원을 맡는다.

## 근황
그는 Francesco Libetta이 지은 E LA GIOSTRA VA: Conversazioni con Gianni Tangucci(그리고 회전목마는 계속된다. 잔니 탕구치와의 대화)라는 책의 출간을 기념하여, 2024년 6월 라 페니체 극장에서 책 설명회를 열었다. 그는 또한 2024년 7월 29일 이탈리아 포르토피노에서 열린 제 10회 CLIP 오페라 경연대회에서 심사위원으로 일했다.